# Mario Corti (Manager)
Mario Arnold Corti (* 22. Oktober 1946 in Lausanne) ist ein Schweizer Manager. Er war der letzte Chief Executive Officer (CEO) und Verwaltungsratspräsident der SAirGroup.

## Leben
Mario Corti wuchs in Kirchberg bei Bern auf. Er studierte in Lausanne. Er war Offizier der Schweizer Armee. Später war er in Kalifornien in der Aluminiumbranche tätig und absolvierte an der Harvard University ein Zweitstudium. Zurück in der Schweiz, arbeitete er bei der Schweizerischen Nationalbank und im Bundesamt für Aussenwirtschaft, bevor er als Generaldirektor und Chief Financial Officer (CFO) bei Nestlé eintrat. 
Bereits während dieser Zeit war er Mitglied des Verwaltungsrats der SAirGroup. Nach der fristlosen Entlassung des CEO Philippe Bruggisser durch den Verwaltungsratspräsidenten Eric Honegger im Januar 2001 und dem Rücktritt des gesamten Verwaltungsrates im März 2001 wurde ihm die Position des Verwaltungsratspräsidenten und CEO ad interim angeboten.
Seine erste Aufgabe war es, Licht in die undurchsichtigen Finanzverflechtungen des Konzerns zu bringen und die Tragweite der finanziellen Schieflage zu eruieren. Im April 2001 musste er ein Jahresergebnis mit einem Verlust von 2,9 Milliarden Schweizer Franken bekanntgeben – darin waren knapp 2,5 Milliarden an Rückstellungen für den Ausstieg aus den zahlreichen ruinösen Beteiligungen an Fluggesellschaften enthalten. Kurz darauf legte er einen umfassenden Restrukturierungsplan vor: Mit Belgien und Frankreich konnte er sich über einen Ausstieg einigen und initialisierte ein Ergebnisverbesserungsprogramm, welches jährlich 500 Millionen Franken einsparen sollte. Zudem wurde eine Task Force eingesetzt, die Synergien zwischen Swissair und Crossair ausarbeiten sollte. Ende August 2001 gab er die Halbjahreszahlen bekannt, wo erstmals alle Beteiligungen vollständig konsolidiert wurden. Corti beschloss, die Konzerngesellschaften Nuance (Tax Free Shops) und Swissport (Bodendienste) zu verkaufen, um das massiv geschrumpfte Eigenkapital wieder zu stärken. Zudem sollten 1000 Stellen abgebaut werden. Dank diesen Massnahmen und Veräusserungen hätten Mittel in der Höhe von rund CHF 4,5 Mrd. frei werden sollen. 
Die Terroranschläge am 11. September 2001 in den USA machten den Sanierungsbestrebungen einen Strich durch die Rechnung. Die geplanten Veräusserungen von Aktiva waren verunmöglicht, da diese über Nacht fast wertlos geworden waren. Der Nachfrage-Zusammenbruch stürzte die gesamte Aviatik-Branche in die grösste Krise seit ihrer Existenz und die angeschlagene SAirGroup in eine akute Liquiditätskrise. Zusammen mit den beiden Schweizer Grossbanken UBS und Credit Suisse wurden Rettungsszenarien erörtert. Am 1. Oktober 2001 wurde der Verkauf der Crossair-Beteiligung an die Grossbanken (Plan Phoenix) bekanntgegeben, um daraus die Basis zu einer neuen nationalen Fluggesellschaft zu legen (siehe Swiss). Für Swissair und Teile der SAirGroup wurde die Nachlassstundung beantragt.
Ins Kreuzfeuer der Kritik geriet Corti im Frühling 2002, als bekannt wurde, dass sein Fünfjahresvertrag bei der Swissair im Voraus mit insgesamt 21'219'298 Franken dotiert war. Davon bestand etwa die Hälfte aus inzwischen wertlosen Optionen und der Kaufsumme für die Übernahme seines Hauses in der Westschweiz zum offiziellen Marktpreis.
Von einer Strafklage wegen Gläubigerschädigung, mehrfacher ungetreuer Geschäftsbesorgung, mehrfache unwahre Angaben über kaufmännisches Gewerbe, Misswirtschaft, Gläubigerbevorzugung und mehrfachen vollendeten Versuchs dazu im Zusammenhang mit seiner Rolle als letzter Chef der Swissair wurde Corti in erster Instanz vom Bezirksgericht Bülach am 7. Juni 2007 wie alle 18 anderen Angeklagten im sogenannten «Swissair-Strafprozess» vollumfänglich freigesprochen. Er erhielt eine Prozessentschädigung von zuerst 488'681 Franken, 2008 wurde sie auf 558'425 Franken erhöht. Die Staatsanwaltschaft zog das Urteil nicht weiter. Der Kanton Neuenburg, der belgische Staat und zwei vom belgischen Staat kontrollierte Firmen, die Société Fédérale de Participations et d'Investissement und die Société Anonyme Zephyr-Fin, legten gegen den Freispruch von Mario Corti in zwei Anklagepunkten Berufung ein. Das Obergericht des Kantons Zürich sprach Corti im Juni 2008 frei. Die Kläger im Berufungsverfahren müssen Corti eine Prozessentschädigung für das zweite Verfahren von 123'686 Franken zahlen und die Gerichtskosten von 15'000 Franken übernehmen. Am 29. November 2019 wurde die letzte Zivilklage des Swissair-Liquidators gegen Corti und 13 weitere ehemalige Manager und Verwaltungsratsmitglieder der SAirGroup vom Schweizer Bundesgericht abgewiesen, indem es die frühere Entscheidung des Zürcher Handelsgerichts bestätigte.
Mario Corti zog 2002 nach Boston. Dort liess er sich in den Beirat der Harvard Business School wählen, wo er 1975 seinen MBA gemacht hatte. Seit 2004 besitzt Corti eine Lizenz für das Steuern von Linienmaschinen, eine Lizenz als Fluglehrer kam später dazu. Seit 2011 lebt Corti mit seiner Ehefrau abwechselnd in Boston und Savannah (Georgia) und betätigt sich als Fluglehrer.